# Sebastián de Ocampo
Sebastián de Ocampo, né vers 1460 ou 1470 et mort vers 1514, est un navigateur et un explorateur espagnol. Il aurait été le premier navigateur à avoir effectué le tour de l'île de Cuba, en 1508.

## Biographie
Il serait né à Tuy (province de Pontevedra), dans le nord-ouest de l'Espagne. Selon Bartolomé de las Casas, Sebastián de Ocampo était un Galicien, du rang d'hidalgo, qui a participé au deuxième voyage de Christophe Colomb aux Indes, en 1493, séjournant sur l'île d'Hispaniola. C'est là qu'il se lie d'amitié avec Vasco Núñez de Balboa.
On pense qu'il est le premier navigateur à faire le tour de l'île de Cuba en 1509, l'année-même de la mort de Colomb. Il est également reconnu comme le premier découvreur européen du golfe du Mexique.
Sous l'autorité de Nicolás de Ovando, gouverneur d'Hispaniola, Sebastián de Ocampo navigue, avec deux bateaux, le long de la côte nord de l'île, à travers les canaux des îles Bahamas, relevant les principaux repères géographiques de la côte (péninsule de Hicacos, ports naturels de Matanzas et de La Havane). Au retour, il longe la côte sud de Cuba après avoir contourné le point le plus occidental de l'île, le cap San Antonio. Le voyage dure huit mois, car il est effectué à contre-courant du Gulf Stream.
Les Européens avaient déjà fréquenté Cuba au moment où Sebastián de Ocampo entreprend son voyage, mais sa circumnavigation confirme que le territoire est bien entouré par la mer et n'est pas une péninsule comme cela est alors supposé. Sebastián de Ocampo retourne à Hispaniola, avec la certitude que Cuba est une île, des informations comme la présence d'or, la richesse de la terre et la bonté de ses habitants, ainsi que l'existence d'un grand volume d'eau à l'ouest. Les Espagnols ne tentent de s'installer à Cuba que trois ans plus tard, en 1511. Avant cela, et après la découverte des Antilles par les Espagnols, plusieurs cartes ont montré ce que les interprètes modernes ont supposé être le golfe du Mexique, de sorte que la date et la paternité de sa découverte ne peuvent pas être spécifiées. Sebastián de Ocampo revient à Séville, gagnant sa vie en tant que négociant avec l'espace atlantique. Il meurt autour de 1514.

## Hommage

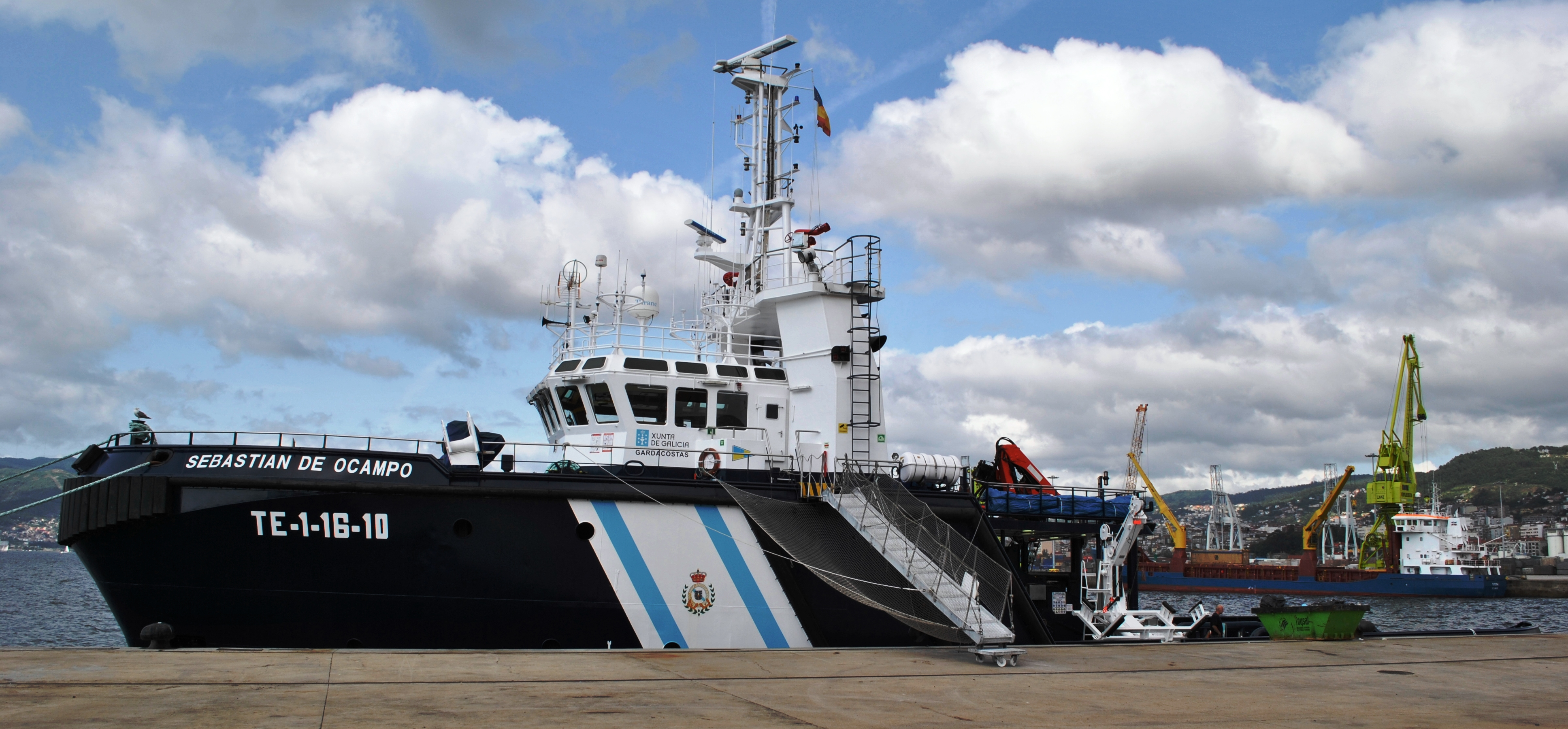
Remorqueur des garde-côtes Sebastián de Ocampo

En 2005, le gouvernement galicien affrète un remorqueur de sauvetage pour la Garde côtière de Galice, qu'il nomme Sebastián de Ocampo, en l'honneur du navigateur.

### Source de la traduction
- (en)/(es) Cet article est partiellement ou en totalité issu des articles intitulés en anglais « Sebastián de Ocampo » (voir la liste des auteurs) et en espagnol « Sebastián de Ocampo » (voir la liste des auteurs).